# Mon Domostroï
Mon Domostroï est une nouvelle d’Anton Tchekhov.

## Historique
Mon Domostroï est initialement publié dans la revue russe Les Éclats, numéro 42, du 26 octobre 1886, sous le pseudonyme Le frère de mon frère. 
Aussi traduit en français sous le titre La Règle de vie dans mon foyer.
Le Domostroï (en russe : Домострой) est un ensemble de lois régissant la vie privée et publique des Russes. Créé à la fin du XVIe siècle sous Ivan le Terrible, ce code exerce son influence de façon continue dans les campagnes jusqu'à la Révolution russe. En soixante-sept sections, il aborde les thèmes de la vie religieuse, des rapports au tsar, de la vie familiale, de la cuisine, de la tenue de la maison, etc.

## Résumé
Un homme raconte les règles qu’il a instaurées dans son foyer. Chaque matin, il rappelle à sa femme, belle-mère et belle-sœur, que c’est lui le chef de la maison, qu’elles lui doivent obéissance et respect, outre qu'elles sont tenues de s'extasier devant ses œuvres.
Après quelques injures, il donne l'ordre à sa belle-mère, qu'il a préalablement transformée en chien enragé, d'aller toucher les appointements que les journaux lui doivent. À son retour, elle doit repousser les créanciers. Sa femme, elle, sert de coursier et délivre ses articles à la rédaction du Réveil-matin.
À midi, pendant qu’il déjeune d'une tranche d’oie, sa femme joue au piano pendant que les autres dansent pour son plaisir. Durant sa sieste, elles relisent à haute voix ses articles et doivent derechef s’extasier devant son talent. Il sait les punir également et, la nuit, elles sont contraintes de monter la garde pour dissuader d’éventuels voleurs.

## Édition française
- La Règle dans mon foyer, traduit par Edouard Parayre, Les Éditeurs français réunis, 1958.